# Річард Ґриффітс
Річард Ґриффітс (англ. Richard Griffiths; 31 липня 1947, Торнаби-він-Тіс, Північний Йоркшир, Велика Британія — 28 березня 2013, Ковентрі, Велика Британія) — англійський актор театру, кіно і телебачення. Також відомий роллю Вернона Дурслі в серії фільмів про Гаррі Поттері.

## Премії, призи та нагороди
Лауреат премій Лоуренса Олів'є у номінації «Найкращий актор», премії Драма Деск в номінації «Видатний актор в п'єсі», Outer Critics Circle Award в номінації «Найкращий рекомендований актор» та премії Тоні у номінації «Найкраще виконання головної ролі в п'єсі». 
Кавалер Ордена Британської імперії.